# Испаньольская украшенная черепаха
Испаньольская украшенная черепаха (лат. Trachemys decorata) — вид пресмыкающихся из семейства американских пресноводных черепах.
Общая длина карапакса достигает 30—34,1 см. Наблюдается половой диморфизм: самки крупнее самцов. Голова небольшая. Шея довольно длинная. Карапакс удлинённый, эллиптической формы, с небольшим медиальным килем. У самцов длинные когти на передних лапах, немного вогнутый пластрон, толстый длинный хвост. Конечности наделены развитыми плавательными перепонками.
На серой голове присутствуют несколько жёлтых полос с тёмной каймой и широкая жёлто-зелёная полоса. Цвет карапакса варьирует от серого до коричневого с рисунком из оранжевых линий и кругов у молодых черепах. Пластрон жёлто-кремовой окраски с пятнами. Конечности и хвост серовато-зелёные или коричневые, также со светлыми полосами.
Любит небольшие водоёмы с мягким дном и обильной растительностью, с пресной и солоноватой водой. Значительное время проводит в воде. Часто греется на солнце. Питается рыбой, ракообразными, насекомыми, иногда водными растениями.
Размножаться может весь год. При спаривании самец плывёт перед самкой задом наперёд и щекочет своими длинными когтями её мордочку. Яйца обычно откладываются с апреля по июль. В кладке 6—18 яиц. В течение года может быть от 1 до 4 кладок. Яйца белые, удлиненные, размером 35—47 мм длиной и 20—25 мм в диаметре. Инкубационный период длится 61—80 дней при температуре 30 ° C. Новорождённые черепашата ярко окрашенные и имеют длину карапакса 30-40 мм.
Вид обитает на острове Гаити, от полуострова Тибурон и по долине от Порт-о-Пренса и берегов озера Соматр на восток через озеро Энрикильо к заливу Нейба.